# Seznam Botticelliho děl
Seznam Botticelliho děl obsahuje souborný přehled prací tohoto italského renesančního malíře. Botticelli se ve své tvorbě inspiroval různými náměty; převažují však obrazy s náboženskou tematikou. I když se jeho pracemi mohou pochlubit mnohé světové obrazárny, největší kolekci Botticelliho prací vlastní florentská galerie Uffizi.
| Náhled                       | Název                                                                             | Vytvořené   | Technika                   | Galerie                                           |
| ---------------------------- | --------------------------------------------------------------------------------- | ----------- | -------------------------- | ------------------------------------------------- |
| Raná tvorba                  |                                                                                   |             |                            |                                                   |
|                              | Madona a dítě s andělem                                                           | 1465 - 1467 | tempera na dřevu           | Spedale degli Innocenti, Florencie                |
|                              | Madona a dítě s andělem                                                           | okolo 1467  | tempera na dřevu           | Musée Fesch, Ajaccio                              |
|                              | Madona a dítě (Madonna della Loggia)                                              | okolo 1467  | tempera na dřevu           | Galleria degli Uffizi, Florencie                  |
|                              | Madona a dítě s dvěma anděly a mladým svatým Janem Křtitelem                      | 1465 - 1470 | tempera na dřevě           | Galleria dell'Accademia, Florencie                |
|                              | Klanění Tří králů                                                                 | 1465 - 1467 | tempera na dřevě           | Národní galerie (Londýn), Londýn                  |
|                              | Oslavená Madona                                                                   | 1469 - 1470 | tempera na dřevě           | Galleria degli Uffizi, Florencie                  |
|                              | Madona v ružové zahradě (Madonna del Roseto)                                      | 1469 - 1470 | tempera na dřevě           | Galleria degli Uffizi, Florencie                  |
|                              | Madona a dítě s dvěma anděli                                                      | okolo 1470  | tempera na dřevě           | Museo Nazionale di Capodimonte, Neapol            |
|                              | Statečnost                                                                        | okolo 1470  | tempera na dřevě           | Galleria degli Uffizi, Florencie                  |
|                              | Madona a dítě s šesti svatými (Pala di Sant'Ambrogio)                             | okolo 1470  | tempera na dřevě           | Galleria degli Uffizi, Florencie                  |
|                              | Madona s Ježíškem                                                                 | okolo 1470  | tempera na dřevě           | Isabella Stewart Gardner Museum, Boston           |
|                              | Juditin návrat z Betúlie                                                          | okolo 1472  | olej na dřevě              | Galleria degli Uffizi, Florencie                  |
|                              | Objevení zabitého Holoferna                                                       | okolo 1472  | tempera na dřevě           | Galleria degli Uffizi, Florencie                  |
|                              | Tři scény z Esteřina příběhu                                                      | 1470 - 1475 | tempera na dřevě           | Musée du Louvre, Paříž                            |
|                              | Panna a dítě s malým svatým Janem Křtitelem                                       | 1470 - 1475 | tempera na dřevě           | Musée du Louvre, Paříž                            |
|                              | Plač nad mrtvým Kristem se svatými Jeronýmem, Pavlem a Petrem                     | okolo 1490  | tempera na dřevě           | Alte Pinakothek, Mnichov                          |
|                              | Oplakávání Krista                                                                 | okolo 1495  | tempera na dřevě           | Museo Poldi Pezzoli, Milán                        |
|                              | Nejsvětější Trojice (Pala della Convertite)                                       | 1491 - 1493 | tempera na dřevě           | Courtauld Institute of Art, Londýn                |
|                              | Svatý Augustin píše ve své cele                                                   | 1490 - 1494 | tempera na dřevě           | Galleria degli Uffizi, Florencie                  |
|                              | Poslední přijímání svatého Jeronýma                                               | okolo 1495  | tempera na dřevě           | Metropolitan Museum of Art, New York              |
|                              | Madona a dítě s malým svatým Janem Křtitelem                                      | 1490 - 1495 | tempera na plátně          | Galleria Palatina, Florencie                      |
|                              | Madona a dítě se třemi anděly (Madonna del Padiglione)                            | okolo 1493  | tempera na dřevě           | Pinacoteca Ambrosiana, Milán                      |
|                              | Kristus s trnovou korunou                                                         | okolo 1500  | tempera na dřevě           | Accademia Carrara, Bergamo                        |
|                              | Mystické ukrižování                                                               | okolo 1497  | tempera na plátně          | Fogg Art Museum, University of Harvard, Cambridge |
|                              | Proměnění Páně, svatý Jeroným a svatý Augustin                                    | okolo 1500  | tempera na dřevě           | Galleria Pallavicini, Řím                         |
|                              | Judita                                                                            | 1495 - 1500 | tempera na dřevě           | Rijksmuseum, Amsterdam                            |
|                              | Agónie v zahradě (Kristus na hoře Olivetské)                                      | okolo 1500  | tempera na dřevě           | Museo de la Capilla Real, Granada                 |
|                              | Mystické narození                                                                 | okolo 1500  | tempera na plátně          | Národní galerie (Londýn), Londýn                  |
|                              | Klanění Tří králů                                                                 | okolo 1500  | tempera na dřevě           | Galleria degli Uffizi, Florencie                  |
|                              | Klanění Tří králů                                                                 | 1470 - 1475 | tempera na dřevě           | Národní galerie (Londýn), Londýn                  |
|                              | Klanění tří králů (Botticelli, 1475)                                              | okolo 1475  | tempera na dřevě           | Galleria degli Uffizi, Florencie                  |
|                              | Svatý Šebestián                                                                   | 1473        | tempera na dřevě/small>    | Berlínská státní muzea, Berlín                    |
|                              | Narození Krista                                                                   | 1476 - 1477 | freska                     | Bazilika Santa Maria Novella, Florencie           |
|                              | Mořská Madona (Madonna del Mare)                                                  | okolo 1477  | tempera na dřevě           | Galleria dell'Accademia, Florencie                |
|                              | Svatý Augustín                                                                    | 1480        | freska                     | Kostel Ognissanti, Florencie                      |
|                              | Zvěstování                                                                        | 1481        | freska                     | Galleria degli Uffizi, Florencie                  |
|                              | Klanění Tří králů                                                                 | 1481 - 1482 | tempera na dřevě           | Národní galerie ve Washingtonu, Washington        |
|                              | Madona a dítě s osmi anděly                                                       | okolo 1478  | tempera na dřevě           | Berlínská státní muzea, Berlín                    |
|                              | Madona s knihou (Madonna del Libro)                                               | okolo 1483  | tempera na dřevě           | Museo Poldi Pezzoli, Milán                        |
|                              | Madonna del Magnificat                                                            | 1480 - 1481 | tempera na dřevě           | Galleria degli Uffizi, Florencie                  |
|                              | Madona s granátovým jablkem (Madonna della Melagrana)                             | okolo 1487  | tempera na dřevě           | Galleria degli Uffizi, Florencie                  |
|                              | Madona a dítě se šesti anděly a malým svatým Janem křtitelem                      | okolo 1485  | tempera na dřevě           | Galleria Borghese, Řím                            |
|                              | Madona a dítě se dvěma anděly                                                     | okolo 1490  | tempera na dřevě           | Akademie výtvarných umění, Vídeň                  |
|                              | Madona na trůnu medi sv. Janem Křtitelem a sv. Janem Evangelistou (Madonna Bardi) | 1484        | tempera na dřevě           | Berlínská státní muzea, Berlín                    |
|                              | Zvěstování                                                                        | okolo 1485  | tempera a zlato na dřevě   | Metropolitní muzeum umění, New York               |
|                              | Zvěstování                                                                        | 1489 - 1490 | tempera na dřevě           | Galleria degli Uffizi, Florencie                  |
|                              | Madona a dítě                                                                     | okolo 1490  | tempera na dřevě           | Národní galerie ve Washingtonu, Washington        |
| Fresky v Sixtinské kapli     |                                                                                   |             |                            |                                                   |
|                              | Vzpoura proti Mojžíšovým zákonům                                                  | 1481 - 1482 | freska                     | Vatikánská muzea, Vatikán                         |
|                              | Pokušení Krista                                                                   | 1481 - 1482 | freska                     | Vatikánská muzea, Vatikán                         |
|                              | Výjevy z Mojžíšova života                                                         | 1481 - 1482 | freska                     | Vatikánská muzea, Vatikán                         |
|                              | Sixtus II.                                                                        | 1481 - 1482 | freska                     | Vatikánská muzea, Vatikán                         |
| Oltář San Barnaba            |                                                                                   |             |                            |                                                   |
|                              | Madona s dítětem navštívená čtyřmi anděly a šesti svatými (Pala di San Barnaba)   | okolo 1487  | tempera na dřevě           | Galleria degli Uffizi, Florencie                  |
|                              | Vize svatého Augustina (predela Pala di San Barnaba)                              | okolo 1487  | tempera na dřevě           | Galleria degli Uffizi, Florencie                  |
|                              | Kristus v hrobě (predela Pala di San Barnaba)                                     | okolo 1487  | tempera na dřevě           | Galleria degli Uffizi, Florencie                  |
|                              | Salome s hlavou svatého Jana Křtitele (predela Pala di San Barnaba)               | okolo 1487  | tempera na dřevě           | Galleria degli Uffizi, Florencie                  |
|                              | Vyjímání srdce svatému Ignácovi (predela Pala di San Barnaba)                     | okolo 1487  | tempera na dřevě           | Galleria degli Uffizi, Florencie                  |
| Oltář San Marco              |                                                                                   |             |                            |                                                   |
|                              | Korunovace Panny Marie se čtyřmi svatými (Pala di San Marco)                      | okolo 1490  | tempera na dřevě           | Galleria degli Uffizi, Florencie                  |
|                              | Svatý Jan na Patmu (predela Pala di San Marco)                                    | 1490 - 1492 | tempera na dřevě           | Galleria degli Uffizi, Florencie                  |
|                              | Svatý Augustin vo své cele (predela Pala di San Marco)                            | 1490 - 1492 | tempera na dřevě           | Galleria degli Uffizi, Florencie                  |
|                              | Zvěstování (predela Pala di San Marco)                                            | 1490 - 1492 | tempera na dřevě           | Galleria degli Uffizi, Florencie                  |
|                              | Svatý Hieronymus na poušti (predela Pala di San Marco)                            | 1490 - 1492 | tempera na dřevě           | Galleria degli Uffizi, Florencie                  |
|                              | Zázrak svatého Elígia (predela Pala di San Marco)                                 | 1490 - 1492 | tempera na dřevě           | Galleria degli Uffizi, Florencie                  |
| Alegorické malby             |                                                                                   |             |                            |                                                   |
|                              | Primavera                                                                         | okolo 1482  | tempera na dřevě           | Galleria degli Uffizi, Florencie                  |
|                              | Pallas a kentaur                                                                  | okolo 1482  | tempera a olej na plátně   | Galleria degli Uffizi, Florencie                  |
|                              | Zrození Venuše (Botticelli)                                                       | 1484–1486   | tempera na plátně          | Galleria degli Uffizi, Florencie                  |
|                              | Venuše a Mars                                                                     | 1483        | tempera na dřevě           | Národní galerie (Londýn), Londýn                  |
|                              | Giovanna degli Albizzi přijímá od Venuše květinový dar                            | okolo 1484  | freska přenesená na plátno | Musée du Louvre, Paříž                            |
|                              | Gramatika představuje Lorenza Tornabuoniho Učenosti a dalším svobodným uměním     | okolo 1484  | freska přenesená na plátno | Musée du Louvre, Paříž                            |
| Příběh Nastagia degli Onesti |                                                                                   |             |                            |                                                   |
|                              | Příběh Nastagia degli Onesti (prvá epizoda)                                       | 1483        | tempera na dřevě           | Museo del Prado, Madrid                           |
|                              | Příběh Nastagia degli Onesti (druhá epizoda)                                      | 1483        | tempera na dřevě           | Museo del Prado, Madrid                           |
|                              | Příběh Nastagia degli Onesti (třetí epizoda)                                      | 1483        | tempera na dřevě           | Museo del Prado, Madrid                           |
|                              | Příběh Nastagia degli Onesti (čtvrtá epizoda)                                     | 1483        | tempera na dřevě           | Palazzo Pucci, Florencie                          |
| Scénické příběhy             |                                                                                   |             |                            |                                                   |
|                              | Falešné obvinění Apella                                                           | okolo 1495  | tempera na dřevě           | Galleria degli Uffizi, Florencie                  |
|                              | Příběh Virgínie                                                                   | 1496 - 1504 | tempera na dřevě           | Accademia Carrara, Bergamo                        |
|                              | Příběh Lukrécie                                                                   | okolo 1504  | tempera a olej na dřevě    | Isbella Stewart Gardner Museum, Boston            |
|                              | Scény ze života svaté Zenobie                                                     | 1500 - 1505 | tempera na dřevě           | Národní galerie (Londýn), Londýn                  |
|                              | Scény ze života svaté Zenobie                                                     | 1500 - 1505 | tempera na dřevě           | Národní galerie (Londýn), Londýn                  |
|                              | Scény ze života svaté Zenobie                                                     | 1500–1505   | tempera na dřevě           | Metropolitan Museum of Art, New York              |
|                              | Scény ze života svaté Zenobie                                                     | 1500 - 1505 | tempera na dřevě           | Galeria starých mistrů, Drážďany                  |
| Portréty                     |                                                                                   |             |                            |                                                   |
|                              | Portrét mladého muže                                                              | okolo 1469  | tempera na dřevě           | Galleria Palatina, Florencie                      |
|                              | Portrét dámy (Smeraldy Brandiniové ?)                                             | 1470 - 1475 | tempera na dřevě           | Victoria and Albert Museum, Londýn                |
|                              | Portrét mladé ženy                                                                | okolo 1475  | tempera na dřevě           | Galleria Palatina, Florencie                      |
|                              | Portrét muže s medailí Cosima de'Medici                                           | 1475        | tempera na dřevě           | Galleria degli Uffizi, Florencie                  |
|                              | Portrét Giuliana de'Medici                                                        | okolo 1475  | tempera na dřevě           | Accademia Carrara, Bergamo                        |
|                              | Portrét Giuliana de'Medici                                                        | 1476 - 1477 | tempera na dřevě           | Národní galerie ve Washingtonu, Washington        |
|                              | Portrét Giuliana de'Medici                                                        | 1478        | tempera na dřevě           | Berlínská státní muzea, Berlín                    |
|                              | Portrét mladé ženy                                                                | 1480 - 1485 | tempera na dřevě           | Städelsches Kunstinstitut, Frankfurt nad Mohanem  |
|                              | Portrét mladé ženy                                                                | okolo 1480  | tempera na dřevě           | Berlínská státní muzea, Berlín                    |
|                              | Portrét mladého muže                                                              | okolo 1483  | tempera na dřevě           | Národní galerie (Londýn), Londýn                  |
|                              | Portrét mladého muže                                                              | 1482 - 1483 | tempera na dřevě           | Národní galerie ve Washingtonu, Washington        |
|                              | Portrét Lorenza di Ser Piero Lorenzi                                              | 1495–1500   | tempera na dřevě           | Philadelphia Museum of Art, Filadelfie            |
|                              | Portrét Danteho                                                                   | okolo 1495  | tempera na dřevě           | soukromá sbírka                                   |
|                              | Portrét mladého muže                                                              | okolo 1490  | tempera na dřevě           | Musée du Louvre, Paříž                            |
|                              | Portrét mladého muže                                                              | okolo 1477  | tempera na dřevě           | Národní galerie ve Washingtonu, Washington        |